# Södermanlands runinskrifter 128
Runinskrift Sö 128 är en runsten som nu står nära östra grinden i kyrkogårdens bakre hörn vid Lids kyrka i Lids socken, Södermanland.

## Stenen
Stenen låg fram till 1800-talets slut som tröskel till kyrkans sakristia. Den flyttades därefter för att bli kyrkans hörnsten närmast bogårdsmuren. Bredvid sitter ytterligare en runsten, nämligen Sö 129 inmurad. Sö 128 är en minnessten över Stenfrid, som restes av hennes make Kar och döttrarna Torun och Stenborg.

## Inskriften
Nusvenska: "Torun och Stenborg, de reste stenen efter sin moder Stenfrid, och Kar efter sin hustru."

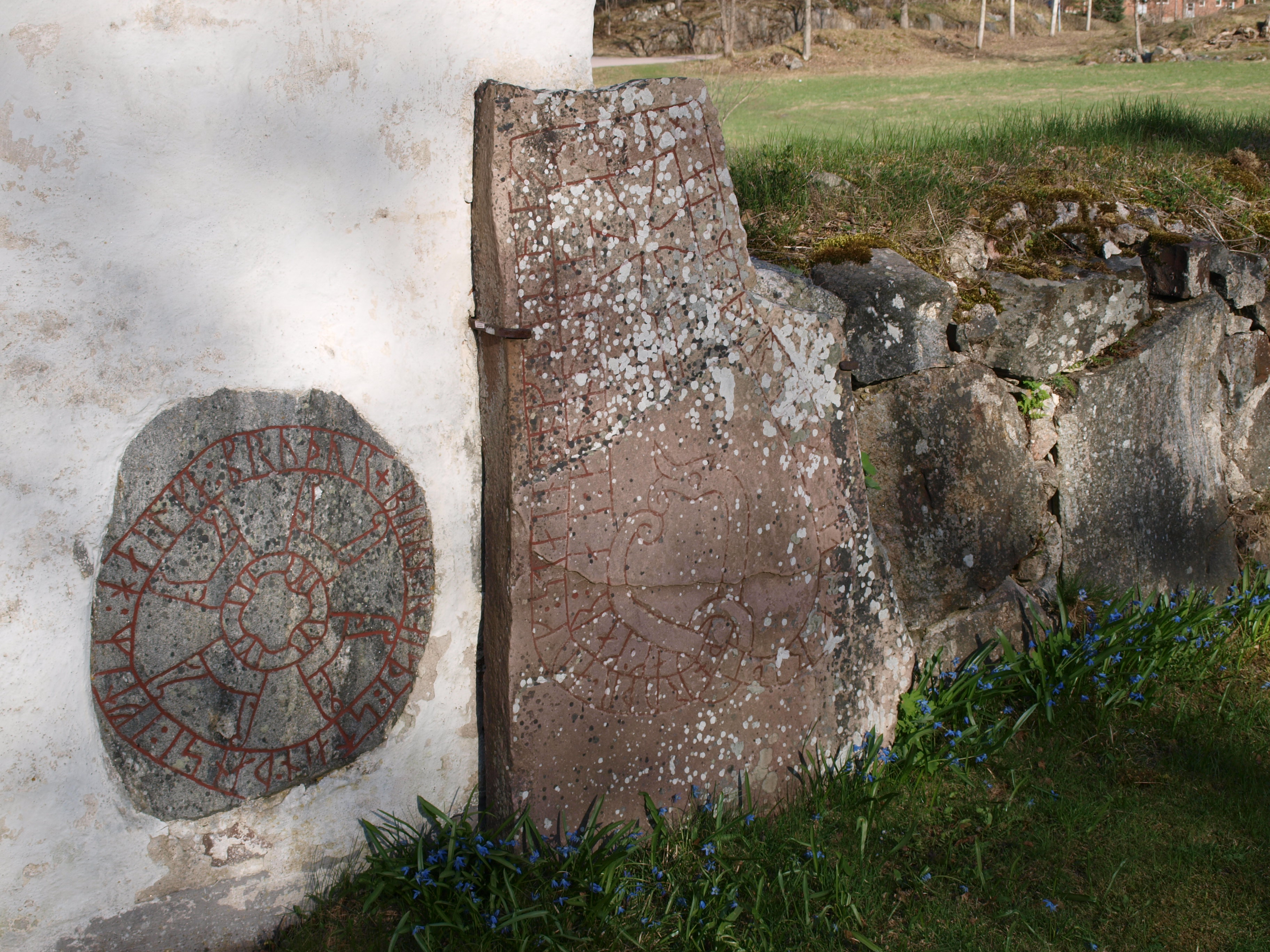
Sö 128 och Sö 129 intill varandra en vårdag bland blå scilla och gråsten

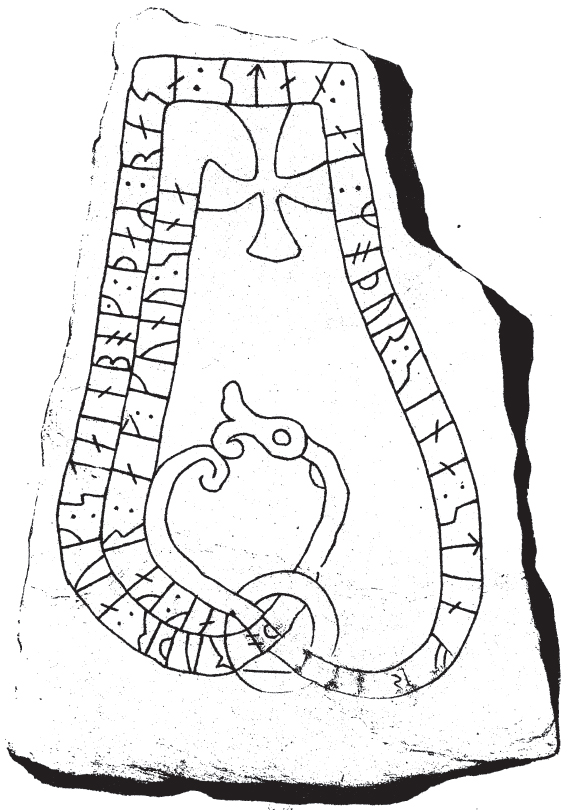
Richard Dybecks teckning från 1855